# جورج جوردون
جورج جوردون (بالإنجليزية: George Gordon)‏ (و. 1806 – 1879 م) هو عالم نبات، من المملكة المتحدة، توفي عن عمر يناهز 73 عاماً.

## التعليم
تعلم في جامعة أبردين.